# Синя тюрма
Синя тюрма (яп. ブルーロック, Burū Rokku) — манґа, написана Мунеюкі Канешіро та проілюстрована Юсуке Номурою. Від серпня 2018 року її видають у щотижневому журналі Kodansha Weekly Shonen Magazine, а станом на червень 2024 року глави зібрано у 29 танкобонів. Прем'єра аніме-телесеріалу виробництва Eight Bit відбулася в жовтні 2022 року. У 2021 році Синя тюрма виграла 45-ту премію Kodansha Manga Award у категорії сьонен.
Манґа видається багатьма мовами по всьому світу. Станом на грудень 2023 продано понад 30 мільйонів копій.

## Сюжет
У 2018 році збірна Японії посіла 16-те місце на чемпіонаті світу з футболу. У результаті Японський футбольний союз наймає футбольну «загадку» Еґо Джінпачі. Його основний план — привести Японію до слави. «Blue Lock» — місце для створення найбільш егоїстичного нападника у світі. Ті, хто не пройдуть «Blue Lock», більше ніколи не зможуть представляти жодну японську команду. Йоічі Ісагі — невідомий футболіст середньої школи, який не може збагнути свій власний стиль гри, вирішує приєднатися до програми, щоб стати найкращим нападником у світі. Щоб вижити в Синій в'язниці, гравцям доведеться ходити по головах, адже на кону вся футбольна кар'єра… До кінця дійде лише 1 із 300 учасників! Це манґа про егоїстичний футбол!

## Персонажі
- Йоічі Ісагі (яп. 潔 世)

Сейю: Казукі Ура
- Мегуру Бачіра (яп. 蜂楽 廻)

Сейю: Тасуку Кайто
- Ренсуке Кунігамі (яп. 國神 錬介)

Сейю: Юкі Оно
- Хьома Чігірі (яп. 千切 豹馬)

Сейю: Сома Сайто
- Джінпачі Еґо (яп. 絵心 甚八)

Сейю: Хіроші Камія
- Анрі Теєрі (яп. 帝襟 アンリ)

Сейю: Ері Юкімура
- Нагі Сейширо (яп. 凪 誠士郎)

Сейю: Нобунага Сімадзакі
- Рео Мікаге (яп. 御影 玲王)

Сейю: Юма Утіда
- Рьосуке Кіра (яп. 吉良 涼介)

Сейю: Кенічі Суцумура
- Шуей Бароу (яп. 馬狼 照英)

Сейю: Джунічі Сувабе
- Гуріму Ігараші (яп. 五十嵐 栗夢)

Сейю: Аоі Ічікава
- Асахі Нарухая (яп. 成早 朝日)

Сейю: Даїші Кадзіта
- Гін Гагамару (яп. 我牙丸 吟)

Сейю: Шуго Накамура
- Джінго Райчі (яп. 雷市 陣吾)

Сейю: Йосіцугу Мацуока
- Рін Ітоші (яп. 糸師 凛)

Сейю: Кокі Ютіяма
- Сае Ітоші (яп. 糸師 冴)

Сейю: Такахіро Сакураі
- Рюсей Шідо (яп. 士道 龍聖)

Сейю: Юіті Накамура
- Іккі Ніко (яп. 二子 一揮)

Сейю: Нацукі Ханае

## Медіа

### Манґа
Манґа Синя тюрма, написана Мунеюкі Канешіро і ілюстрована Юске Номурою, була вперше видана у журналі Weekly Shōnen Magazine видавництва Kodansha 1 серпня 2018. Пізніше Kodansha зібрали видані у журналі глави у танкобони. Перший том вийшов 16 листопада 2018. Станом на травень 2024, вже вийшло 29 танкобони.
В Україні манґа ліцензована видавництвом Наша ідея. Станом на червень 2024 вийшло 3 томи.
З березня 2021 та січня 2022 Kodansha USA випускає манґу у Північній Америці у цифровому та друкованому форматі відповідно.
У Франції манґа ліцензована видавництвом Pika Édition; У Німеччині — Kazé; на Тайвані — Tong Li Publishing; у Південній Кореї — Haksan Publishing; в Італії — Panini Comics; в Іспанії — Planeta DeAgostini; в Таїланді — Vibulkij Publishing; в Індонезії — Elex Media Komputindo; та в Аргентині -Editorial Ivrea.
Спіноф-манґа Blue Lock: Episode Nagi про Нагі Сейширо почала виходити 9 червня 2022 у журналі Kodansha Bessatsu Shōnen Magazine. Сценарій до спінофу написав Мунеюкі Канесіро, а ілюстратором став Кота Санномія. Станом на квітень 2024 надруковано вже 4 танкобони. Kodansha випускає манґу англійською мовою на своєму сервісі K Manga. У жовтні 2023 Kodansha USA анонсували вихід друкованого видання у третьому кварталі 2024.

### Аніме
Аніме-серіал по манзі був анонсований 12 серпня 2021. Серіал створений студією Eight Bit, головвним режисером став Тецуакі Ватанабе, Сюнсуке Ісікава — помічником режисера. Сценарій написав Таку Кісімото, Масару Сіндо розробив дизайн головних персонажів, а також виконав роль режисера анімації. Джуе Мураяма написав музику до аніме. 24 серії виходили у період з жовтня 2022 по березень 2023 на телеканалі TV Asahi у блоці NUMAnimation.
Першим опенінгом до серіалу стала пісня «Chaos ga Kiwamaru» (яп. カオスが極まる, «Chaos Reigns») гурту Unison Square Garden, а першим ендінгом — «Winner» музиканта Shugo Nakamura. Другим опенінгом стала пісня Ash Da Hero — «Judgement», а ендінгом Unison Square Garden — «Numbness like a ginger».
Стримінговий сервіс Crunchyroll отримав ліцензію на створення англійського дубляжу серіалу і з 22 жовтня 2022 транслював серіал англійською мовою. Medialink отримав ліцензію на трансляцію аніме у Азіатсько-Тихоокеанському регіоні.
Після закінцення першого сезону було оголошено про роботу над другим сезоном. Прем'єра другого сезону залпанована на 5 жовтня 2024, у новому блоці IMAnimation телеканалу TV Asahi. Другий сезон складатиметься з 14 епізодів.

#### Фільм
Після завершення першого сезону аніме було анонсовано вихід фільму по манзі Episode Nagi. Увесь персонал, що працював на створенням аніме-серіалу, повернувся до роботи над фільмом, а режисером став Сюнсуке Ісікава, який був помічником режисера раніше. В Японії прем'єра відбулася 19 квітня 2024. У квітні 2024 Crunchyroll отримав право на трансляцію фільму у кінотеатрах Північної Америки. 28 червня 2024 фільм вийшов у прокат в США та Канаді. 27 червня 2024 відбулася прем'єра фільму «Синя в’язниця — Епізод Наґі» в кінотеатрах України. Фільм вийшов з оригінальною японською звуковою доріжкою і українськими субтитрами.